# Bahía Tortuga

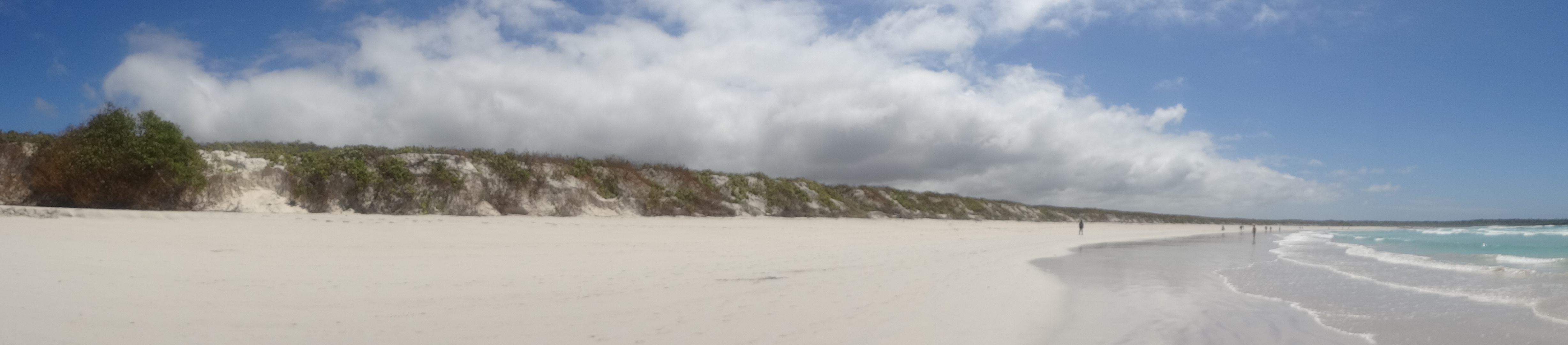
Playa de Bahía Tortuga.

Bahía Tortuga está situada en la isla de Santa Cruz en las Galápagos, Ecuador. Puerto Ayora está alrededor de 40 minutos a pie. Hay un pequeño camino de 2500 metros de largo y se debe iniciar y cerrar sesión en la oficina del Parque Nacional Galápagos, cuando el acceso a la Bahía Tortuga se concede a los visitantes de forma gratuita. La playa está perfectamente preservarda y con presencia de animales salvajes como iguanas, cangrejos de playa. Solo se permite nadar en el manglar que está separado de la playa. En los manglares es muy común encontrar cangrejos multicolor caminando (Grapsus grapsus), pelícanos pardos (Pelecanus occidentalis), iguanas marinas (Amblyrhynchus cristatus), tiburones de arrecife de punta blanca (Triaenodon obesus) y tortugas de las Galápagos (Complejo Chelonoidis nigra).